# Munplast
Munplast București este o companie producătoare de accesorii și semifabricate din mase plastice pentru industria ușoară.
A fost înființată în anul 1967 prin fuziunea Fabricii de nasturi București cu Fabrica Muntenia - producătoare de articole din plastic, iar în 1995 a fost privatizată.
Compania produce diferite obiecte din plastic, precum navete, articole pentru gradină, nasturi, umerașe sau articole sanitare.
Pachetul majoritar al companiei, de circa 80% dintre acțiuni, este deținut de către Marcel Diaconu, Alexandru Podiuc, Panaitescu Viorel, Cezar Coraci și Marius Ionescu.
Număr de angajați în 2005: 335
Cifra de afaceri:
- 2007: 6,4 milioane euro[2]
- 2004: 4,5 milioane euro[1]